# 2007年世界房車錦標賽智利站
2007年世界房車錦標賽智利站是2007年度世界房車錦標賽的第五站賽事，正式比賽在2007年6月17日於智利馬薩里克賽道上舉行。這是歷來第二次在智利舉行賽事。第一回合由寶馬車隊的撲迪路勝出，第二回合由寶馬車隊的約克·梅拿勝出。